# Régis Guyot
Pour les articles homonymes, voir Guyot.
Régis Guyot, né le 12 mars 1949 à Versailles, est un haut fonctionnaire français (préfet). Il alterne à plusieurs reprises des fonctions sur le terrain, des travaux sur la sécurité routière, et des missions dans la défense, et plus récemment contre le racisme et l'antisémitisme.

## Biographie
Maître en droit, diplômé de l’IEP de Paris et ancien élève de l’ENA (promotion Guernica), il a exercé au sein de la Direction générale de la police nationale de 1976 à 1978. Il y a notamment été chef du bureau de la pédagogie et de la formation.
Il occupe son premier poste de sous-préfet à Vire en 1978, il est ensuite nommé sous-préfet d’Oloron-Sainte-Marie en 1980 puis directeur des services départementaux de Lot-et-Garonne en 1982.
Réintégré en 1983 dans le corps des administrateurs civils en tant que chef du service central des affaires sociales, il est nommé administrateur civil hors classe en 1984.
En 1986, il est secrétaire général de la préfecture du Finistère, puis sous-préfet de Forbach en 1990.
En 1991, il est nommé secrétaire général de la préfecture de Moselle.
En 1995, il est promu préfet, préfet délégué pour la sécurité et la défense auprès du préfet de la zone de défense sud-est.
Titularisé préfet en 1996, il est nommé préfet hors cadre en 1997, chargé de mission auprès du Directeur général de l’Administration de 1998 à 2000 puis chargé de la présidence et de l’animation du groupe de travail interministériel « Gisements de sécurité routière ». Ses analyses et propositions sont remarquées («un rapport remarqué» dixit Le Figaro) par plusieurs spécialistes de la sécurité routière, comme Claude Got, ainsi que par le professeur Alain Larcan, qui en reprend les éléments dans son ouvrage sur le secourisme.
En 2002, il est nommé délégué général de l’Association pour l'Expansion Industrielle de la Lorraine (APEILOR), chargé d’une mission de redressement, puis en juin 2003, haut fonctionnaire de défense adjoint au ministre de l’Intérieur, adjoint au directeur de la défense et de la sécurité civiles.
Régis Guyot devient directeur de l'Institut national des hautes études de la sécurité et de la justice (INHES) d’octobre 2004 à juin 2006. 
Préfet des Deux-Sèvres de juin 2006 à mars 2009, il se voit confier pendant cette période la présidence du Groupe de travail interministériel « Gisements de sécurité routière: les deux-roues motorisés » dont le rapport sera publié en 2008 à La Documentation française.
De mars 2009 à septembre 2010, il est préfet de l’Ain avant d'être nommé comme membre du Conseil supérieur de l’administration territoriale de l'État (CSATE).
En janvier 2012, il se voit confier la présidence d'un nouveau groupe de travail interministériel en sécurité routière chargé d'étudier deux questions : la circulation inter-files des deux-roues motorisés et les équipements de protection individuelle des utilisateurs de deux-roues motorisés. Ses deux rapports sont publiés sur le site de la Sécurité Routière en février 2013 et sont reçus favorablement par les acteurs de la sécurité routière,,,. 
Le 1er mars 2012, il est nommé délégué interministériel à la lutte contre le racisme et l'antisémitisme (DILCRA). Premier haut fonctionnaire à occuper cette fonction créée par un décret du 16 février 2012, il est chargé du suivi de la mise en œuvre du plan national d'action contre le racisme et l'antisémitisme, et de son programme d'action complémentaire adopté par le Gouvernement le 26 février 2013 lors du comité interministériel de lutte contre le racisme et l'antisémitisme présidé par le Premier Ministre. Il occupe ce poste jusqu'en novembre 2014.